# Electronic Arts
Electronic Arts Inc. (EA) es una empresa estadounidense desarrolladora y distribuidora de videojuegos, fundada por Trip Hawkins el 27 de mayo de 1982 en San Mateo, California.
Sus oficinas centrales están en Redwood City, California. Tiene estudios en varias ciudades de Estados Unidos, en Canadá, Suecia, Corea del Sur, China, Inglaterra y España y otros países. Posee diversas subsidiarias, como EA Sports, encargada de los simuladores deportivos, EA Worldwide para los demás juegos, y subsidiarias adquiridas durante el tiempo como Firemonkeys Studios, BioWare, entre otras.
Actualmente, desarrolla y publica juegos que incluyen los títulos de EA Sports FIFA, Madden NFL, NHL, NBA Live y UFC. Otras franquicias incluyen Battlefield, Need for Speed, Real Racing, Los Sims, Medal of Honor, Command & Conquer, Dead Space, Mass Effect, Dragon Age, Army of Two, Titanfall y Star Wars: The Old Republic, entre otros. Es el creador de EA App, plataformas de distribución digital de juegos en línea para ordenadores en donde se encuentran todos sus juegos.

## Historia
Fundada en 1982 por Trip Hawkins como productora de juegos para PC, se decidió especializar en este sector enfocando la importancia en los desarrolladores de los juegos y en los juegos como medio de arte (de ahí el nombre de Electronic Arts), y sacar juegos para PC, como los géneros de estrategias y acción. A principios de los 90 empezó a producir simuladores deportivos de forma masiva, y decidió producir juegos para las consolas, siendo Sega Mega Drive y Super Nintendo, las plataformas en donde la compañía sacó más juegos a mediados de los 90. Los ingresos de la compañía se incrementaron vertiginosamente debido a una campaña agresiva publicitaria y el uso de licencias, por ejemplo, en 1993 sacó el FIFA International Soccer, el primer simulador deportivo con nombres reales de los jugadores y de indumentarias de equipo, lo que le dio mucha popularidad y una saga interminable que desterró el resto de competidores.
En la segunda mitad de la década de los 90, empezó a producir muchos juegos de deportes, carreras de estrategias para la Sony PlayStation, también fue la que produjo más juegos para la efímera Panasonic 3DO, apoyó además algo más a las consolas Nintendo 64 y Sega Saturn. En la nueva generación de principio del siglo XXI, EA decidió apoyar a todas las plataformas: Xbox, PlayStation 2 y Gamecube, sin dejar de lado a las computadoras. Esta inmensa producción para consolas contrasta con el escaso lanzamiento para las portátiles y muchos menos para máquinas de Arcade, en toda las historia de la compañía.
En 1997 adquieren Maxis, un estudio de desarrollo liderado por Will Wright y creadores de la franquicia SimCity. Tras adquirir el estudio rediseñan SimCity 3000 logrando un gran éxito en ventas. Un año después Maxis crea Los Sims y sus siete expansiones, uno de sus productos estrella y considerado el videojuego de computadoras más vendido de todos los tiempos. En 2004, tras la mudanza de Maxis a la sede central de EA en Redwood City, lanzan Los Sims 2.
En 2005 consiguió la licencia exclusiva de la NFL del fútbol estadounidense, intentó lo mismo con la liga de baloncesto NBA, pero esta vez sin éxito; compró a varias compañías del sector, como a Criterion Games e intentó comprar a su competidor Ubisoft, una de las mayores del mundo en la industria junto a la propia EA, lo cual no fue logrado por la negativas de sus dueños a que su empresa fuera adquirida por otra.
En 2009 compraron una pequeña empresa de juegos conocida como PlayFish, con su juego más popular Pet Society, posteriormente cerró dos juegos: Hotel city y Restaurant city, causando revueltas por los jugadores de estos. En 2011 creó Sims Social, un juego que llegó a los top 5 de los juegos en Facebook, y después anunció la creación de Simcity Social como una competencia para el conocido juego de CityVille.
Ambos juegos a la vez que Petsociety, serían clausurados el 14 de junio de 2013, lo cual causó una revuelta peor entre los jugadores.
En julio de 2011, EA anunció la compra de la empresa PopCap Games la cual es una desarrolladora de juegos para dispositivos móviles, tabletas, computadoras y sitios web por el valor de 650 millones de dólares y 100 millones de dólares. La reconocida empresa ya había creado títulos como Plantas vs. Zombis, Zuma y Bejeweled.
En abril de 2013, EA anunció una reorganización que incluiría el despido del 10% de su fuerza laboral, la consolidación de las funciones de comercialización que se distribuyeron entre las cinco organizaciones de gestión y el liderazgo operativo de substitución de origen bajo el presidente de la empresa.
EA adquirió la licencia exclusiva y lucrativa para desarrollar juegos dentro del universo de Star Wars de Disney en mayo de 2013, poco después del cierre de Disney de su desarrollo interno de juegos LucasArts en 2013. EA aseguró su licencia desde 2013 hasta 2023, y comenzó a asignar nuevos proyectos de Star Wars en varios de sus estudios internos, incluidos BioWare, DICE, Visceral Games, Motive Studios, Capital Games y Respawn Entertainment.
En abril de 2015, EA anunció que cerraría varios juegos gratuitos en julio de ese año, incluidos Battlefield Heroes, Battlefield Play4Free, Need for Speed: World y FIFA World.
La reorganización y la estrategia de comercialización conducen a un aumento gradual del valor de las acciones. En julio de 2015, Electronic Arts alcanzó un máximo histórico con un valor de acciones de US $ 71.63, superando el récord anterior de febrero de 2005 de $ 68.12. Esto también aumentó un 54% desde $ 46.57 a principios de enero de 2015. El aumento se atribuyó en parte al reinicio de Star Wars Battlefront de EA, que se lanzó un mes antes de Star Wars: Episodio VII - El despertar de la Fuerza la película que iniciaba la nueva trilogía hecha por The Walt Disney Company. En julio de 2018, el valor de las acciones de EA volvió a alcanzar un máximo histórico, superando los US $ 45.50.
Durante el E3 2015, el vicepresidente de la compañía, Patrick Söderlund, anunció que la compañía comenzará a invertir más en títulos más pequeños como Unravel para ampliar la cartera de la compañía. El 10 de diciembre de 2015, EA anunció una nueva división llamada Competitive Gaming Division, que se enfoca en crear una experiencia de juego competitiva y organizar eventos de esports. En mayo de 2016, Electronic Arts anunció que habían formado una nueva división interna llamada Frostbite Labs. El nuevo departamento se especializa en la creación de nuevos proyectos para plataformas de realidad virtual y "humanos virtuales". Basado en el motor gráfico Frostbite. El nuevo departamento está ubicado en Estocolmo y Vancouver.
EA anunció el cierre de Visceral Games en octubre de 2017. Anteriormente, Visceral había estado apoyando los otros juegos de EA pero también estaba trabajando en un título de Star Wars llamado Project Ragtag desde la adquisición de EA de la licencia de Star Wars, incluso se había contratado a Amy Hennig para dirigir el proyecto. Si bien EA no dio formalmente una razón para el cierre, los expertos de la industria creían que EA estaba preocupado por el juego principalmente para un solo jugador que sería difícil de monetizar, así como por el lento ritmo de desarrollo que a su vez hacía que el interés de los jugadores fuera disminuyendo.
El enfoque original de EA para las microtransacciones en Star Wars Battlefront II provocó un debate en toda la industria, sobre el uso de botines de contenido aleatorio. Mientras que otros juegos habían usado cajas de botín, el enfoque original de EA dentro de Battlefront II desde su lanzamiento a principios de octubre de 2017, incluyó el uso de tales mecanismos de pago para ganar elementos de juego, así como el bloqueo de varios personajes de Star Wars detrás de costosas transacciones de pago, lo que llevó a varios periodistas y jugadores de la industria a quejarse por la falta de ética de EA. EA modificó algunos de los costos de estos elementos en previsión del lanzamiento completo del juego en noviembre de 2017, pero según los informes, Disney les dijo que deshabilitaran todas las microtransacciones hasta que pudieran llegar a un esquema de monetización más justo. Finalmente, en marzo de 2018, EA había desarrollado un sistema más justo que eliminaba los elementos de pago para ganar y reducía drásticamente los costos para desbloquear personajes. La controversia sobre las cajas de botín de Battlefront II condujo a una caída del 8,5% en el valor de las acciones en un mes, alrededor de $ 3,1 mil millones e impactó los resultados financieros de EA para los siguientes trimestres. Además, la visibilidad de esta polémica condujo a un debate a nivel gubernamental en todo el mundo para determinar si las cajas de botín eran una forma de juego y si debían regularse.
En enero de 2018, EA anunció eMLS, una nueva liga competitiva para FIFA 18 de EA Sports a través de su División de Juegos Competitivos (CGD) y MLS. Ese mismo mes, EA se asoció con ESPN y Disney XD en un pacto de varios años para transmitir los partidos competitivos de Madden NFL en todo el mundo a través de su brazo de la División de Juegos Competitivos.
El 14 de agosto de 2018, Patrick Söderlund anunció su salida de EA como vicepresidente y director de diseño, después de servir doce años en la empresa. Con la partida de Söderlund, el grupo SEED se trasladó como parte de los estudios de EA, mientras que los equipos EA Originals y EA Partners se trasladaron al grupo de Crecimiento Estratégico de la compañía.
El 6 de febrero de 2019, el valor de las acciones de Electronic Arts se vio afectado por una disminución del 13,3%, la peor caída desde Halloween en 2008. Esto se debió en gran medida a la comercialización de su título anticipado Battlefield V, que se lanzó después de la temporada de vacaciones de octubre de 2018. Las acciones ya estaban disminuyendo desde finales de agosto, cuando EA anunció que el lanzamiento de Battlefield V se retrasaría hasta noviembre. Tras su lanzamiento, el juego se encontró con una recepción mixta por parte de los críticos, y EA vendió un millón menos de copias que su cifra esperada de 7.3 millones. También se atribuyó a la caída del stock a la falta de un juego del modo de juego Battle Royale, popularizado por PUBG y luego Fortnite. Luego, las acciones subieron 9.6% con el lanzamiento sorpresa de Apex Legends, que obtuvo 25 millones de jugadores en solo una semana, rompiendo el récord de Fortnite de 10 millones de jugadores en dos semanas.  Antes del final de su trimestre financiero que finalizó el 31 de marzo de 2019, Wilson anunció que eliminaría unos 350 empleos, o aproximadamente el 4% de la fuerza laboral de EA, principalmente de sus divisiones de marketing, publicación y operaciones. Wilson declaró que los despidos eran necesarios para "abordar nuestros desafíos y prepararnos para las oportunidades que tenemos por delante".
EA anunció en octubre de 2019 que volvería a lanzar juegos en Steam, comenzando con el lanzamiento en noviembre de 2019 de Star Wars Jedi: Fallen Order, y también trayendo el servicio de suscripción EA Play a Steam. Si bien EA planea continuar vendiendo juegos en EA App, la medida para agregar lanzamientos de Steam fue ayudar a que más consumidores vean sus ofertas. Debido a los bloqueos de COVID-19 y la creciente demanda de juegos en línea, los ingresos de EA crecieron a $ 1.4 mil millones en el primer trimestre de 2020.
En diciembre de 2020, EA anunció que estaba considerando comprar el desarrollador británico de videojuegos Codemasters, por valor de $1.2 mil millones en una batalla con Take-Two para ver quien se hacía con el estudio. La adquisición se completó en el primer trimestre de 2021 ya que EA presentó una oferta más atractiva.
EA anunció sus planes para ampliar su capacidad en la industria de los juegos móviles en febrero de 2021 mediante la adquisición de Glu Mobile por valor estimado de $ 2.100.
El ex director ejecutivo Probst declaró en mayo de 2021 que se retiraba de la empresa. El actual director ejecutivo de EA, Wilson, asumió el cargo de presidente.
EA adquirió el desarrollador de juegos móviles Playdemic Studios en junio de 2021 por $ 1.4 mil millones, propiedad de Warner Bros., quien decidió vender el estudio.
En junio de 2021, EA anunció que el servicio por suscripción EA Play estaría disponible para los usuarios que tuvieran una suscripción de Xbox Game Pass Ultimate o Game Pass para PC.
EA publicó su declaración sobre la guerra el 7 de marzo de 2022. Condenaron la invasión de Ucrania y tomaron las siguientes decisiones: "... detener las ventas de nuestros juegos y contenido, incluidos paquetes de moneda virtual, en Rusia y Bielorrusia mientras continúe este conflicto. Como resultado, nuestros juegos y contenido ya no estarán disponibles para su compra en nuestra tienda regional rusa en Origin o la aplicación de EA, incluidas las tiendas dentro del juego." Además, mientras la guerra continúa, eliminaron el Equipo Nacional Ruso y todos los clubes rusos de los productos de EA SPORTS FIFA.

## Estructura
Andrew Wilson es el CEO de EA. Todas las divisiones y estudios de EA son supervisados por Laura Miele, quien tiene este cargo desde abril de 2018.

### Estudios
- BioWare en Edmonton, Canadá ; adquirida en octubre de 2007. 
  - BioWare Austin en Austin, Texas ; adquirida en octubre de 2007.
- Codemasters en Southam, Inglaterra ; fundada en octubre de 1986, adquirida por EA en febrero de 2021. 
  - Codemasters Birmingham en Birmingham, Inglaterra.
  - Codemasters Cheshire en Cheshire, Inglaterra.
  - Codemasters Kuala Lumpur en Kuala Lumpur, Malasia.
  - Codemasters India en Pune, India.
  - Slightly Mad Studios en Londres, Inglaterra ; fundada en 2009, adquirida por Codemasters en noviembre de 2019.
- Criterion Games en Guildford, Inglaterra ; adquirida en agosto de 2004.
- DICE en Estocolmo, Suecia ; adquirida en octubre de 2006. 
  - Frostbite Labs en Estocolmo, Suecia ; fundada en mayo de 2016. 
    - Frostbite Vancouver en Burnaby, Canadá, fundada en mayo de 2016.
- EA Baton Rouge en Baton Rouge, Luisiana ; fundada en septiembre de 2008.
- EA Chillingo en Macclesfield, Inglaterra ; adquirida en octubre de 2010, su función principal es apoyar el desarrollo y publicación de juegos móviles.
- EA Galway en Galway, Irlanda.
- EA Gotemburgo en Gotemburgo, Suecia ; fundado en marzo de 2011.  Desde marzo de 2011 hasta noviembre de 2012, el estudio se llamó EA Gothenburg. Desde noviembre de 2012 hasta enero de 2020, el estudio se llamó Ghost Games, hasta que volvió el nombre original.
- EA Mobile en Los Ángeles, California ; fundada en 2004.
  - JEA Capital Games en Sacramento, California ; adquirido en 2011. De 2011 a 2014, el estudio se llamó BioWare Sacramento.
  - lEA Redwood Studios en Redwood City, California ; fundada en 2016.
  - Firemonkeys Studios en Melbourne, Australia ; adquirida en julio de 2012.
  - Glu Mobile en San Francisco, California ; adquirida en abril de 2021. 
    - PlayFirst en Delaware ; adquirida por Glu Mobile en septiembre de 2014.

  - Industrial Toys en Pasadena, California ; adquirida en julio de 2018.
  - Playdemic en Mánchester, Inglaterra; adquirida por EA en junio de 2021.
  - Red Crow Studios en Charlottetown, Canadá.
  - Slingshot Games en Hyderabad, India.
  - Tracktwenty Studios en Helsinki, Finlandia ; fundada en 2012.
- EA Sports en Redwood Shores, California ; fundada en 1991.
  - EA Colonia en Colonia, Alemania.
  - EA Madrid en Madrid, España ; fundada en octubre de 2018.
  - EA Rumania en Bucarest, Rumania ; adquirida en 2006.
  - EA Tiburón en Maitland, Florida ; adquirida en abril de 1998.
  - EA Vancouver en Burnaby, Canadá ; adquirida en 1991.
  - Metalhead Software en Victoria, Columbia Británica ; adquirido en mayo de 2021.
- Full Circle en Vancouver, Canadá ; abrió en 2021.
- Maxis en Redwood City, California ; adquirida en julio de 1997. 
  - Maxis Texas en Austin, Texas abrió sus puertas en 2019.
  - Maxis Europe en múltiples ubicaciones en Europa, se inauguró en 2021.
- Motive Studios en Montreal, Canadá ; fundada en julio de 2015. 
  - Motive Studios Vancouver en Burnaby, Canadá ; fundada en junio de 2018.
- Pogo Studios en Redwood City, California ; adquirida en marzo de 2001. 
  - Pogo Studios Shanghái en Shanghái, China.
- PopCap Games en Seattle, Washington ; adquirida en julio de 2011. 
  - PopCap Games Shanghái en Shanghái, China ; adquirida en julio de 2011.
  - PopCap Games Hyderabad en Hyderabad, India ; adquirida en julio de 2011.
- Respawn Entertainment en Sherman Oaks, California ; adquirida en diciembre de 2017. 
  - Respawn Entertainment Vancouver abrió en 2020.
- Ripple Effect Studio en Los Ángeles, California ; establecida en mayo de 2013, anteriormente una subsidiaria de DICE llamada DICE Los Ángeles y un estudio de apoyo antes de convertirse en su propia empresa y cambiar su nombre en 2021.
- Spearhead en Seúl, Corea del Sur ; fundado en 1998. Desde 1998 hasta julio de 2004, el estudio se llamó EA Korea.
- Unnamed Studio en Seattle, Washington, dirigido por Kevin Stephens, exvicepresidente de Monolith Productions, fundado en mayo de 2021.
- Unnamed Studio en Seattle, Washington, dirigido por Marcus Lehto, exdirector creativo de Bungie, fundado en octubre de 2021.

Fuente:

### Divisiones

#### EA Worldwide
Anteriormente conocida como EA Games, EA Worldwide alberga muchos de los estudios de EA, que son responsables de los juegos de acción y aventura, juegos de rol, carreras, terror, survival horror y otros géneros. Además de los juegos tradicionales, EA Worldwide Studios también desarrolla juegos de rol multijugador masivos en línea.

#### EA Sports
Presentado por primera vez en 1991 como Electronic Arts Sports Network, antes de ser renombrado, los estudios de EA Sports desarrollan todos los juegos deportivos de EA, incluidos FIFA, Madden NFL, Fight Night, NBA Live, Tiger Woods PGA Tour, NHL, NASCAR, NCAA Football, Cricket, March Madness y Rugby. Forbees mantiene a EA Sports como una de las marcas deportivas más valiosas del mundo.

#### EA Mobile
EA All Play o EA Mobile es una marca orientada a dispositivos móviles. Sus estudios desarrollan y publican todo tipo de videojuegos en teléfonos inteligentes como FIFA Mobile, Apex Legends Mobile, Need for Speed: No Limits, Real Racing 3, y más.

#### EA Competitive Gaming Division
La División de Juegos Competitivos (CGD) de EA, fundada en 2015 por Peter Moore y actualmente dirigida por Todd Sitrin, es la división dedicada a administrar las competiciones de esports en las franquicias más importantes y los juegos de EA, incluidas FIFA, Madden NFL, Battlefield y más.

#### Search for Extraordinary Experiences Division
La División de Búsqueda de Experiencias Extraordinarias (SEED) se reveló en la Electronic Entertainment Expo 2017 como una división de investigación tecnológica, que utiliza herramientas como el aprendizaje profundo y las redes neuronales para traer mejores experiencias a los jugadores y otros factores externos para ayudarlos a desarrollar narrativas más inmersivas en los juegos y entender la necesidad de los jugadores en todo el mundo.

## Controversias

### Nuevas promociones
En 2010 Electronic Arts lanzó una promoción por la cual al comprar una lata de Dr Pepper se puede encontrar un código que al ingresarlo en la página http://www.drpepper.com/promotions/ Archivado el 30 de enero de 2010 en Wayback Machine. permite descargar un parche el cual instala 14 nuevas partes robóticas para el creador de criaturas de Spore. Sin embargo, la promoción solo es válida en los Estados Unidos, por lo cual los usuarios de Spore que no vivan en este país no podrían conseguir las 14 partes. Se lanzaron para su descarga el parche no oficial 1.06 que instala esta partes pero, a diferencia de la promoción, las creaciones robóticas hechas con este parche 1.06 no se pueden subir a la Sporepedia. Muchos usuarios expresaron su enojo con creaciones que aluden a lo malo que es este parche, ya que carece de originalidad en las 14 partes, diciendo que parecen más a tubos oxidados y partes robóticas de lata en lugar de verdaderas partes de robots.
Por otra parte este parche, al ser instalado antes de la expansión Aventuras Galácticas, puede provocar el fallo del juego, por lo que si se quiere instalar Aventuras galácticas primero es necesario desinstalar Spore, reinstalarlo e instalar la expansión, para después instalar el parche de la promoción.

### Exclusión de jugadores
En su foro oficial de Spore llegaron a amenazar con expulsar a los miembros que comentasen negativamente sobre su nuevo sistema de seguridad DRM, llamado SecuROM que limita el número de veces que puede el comprador instalar el producto. Esto ocasiona que los jugadores tengan que adquirir una licencia de nuevo ya que la que pagaron, con la que usan el foro, es invalidada.

### Playfish
En noviembre de 2009 EA anunció la compra de Playfish, una marca inglesa de juegos sociales. Desde ese momento la popularidad de Playfish cayó porque E A empezó a eliminar juegos como Minigolf Party y Quiztastic en el 2010, en el año siguiente se repitió con más juegos, como Who Has The Biggest Brain, Word Challenge, Bowling Buddies, Geo Challenge, Hotel City, My Empire, Pirates Ahoy! y Country Story. En el 2012, continúa su decrecimiento de juegos, despareciendo Monopoly Millionaires, World Series Superstars, Pet Society Vacation (iOS), y Restaurant City: Gourmet Edition (iOS). El 2013 marcará el final de la marca, pues casi todos los juegos que quedaban han sido removidos: Crazy Planets, EA Sports FIFA Superstars, The Sims Social, NHL Superstars, RISK: Factions, SimCity Social y Pet Society. El único juego que seguía en pie hasta ese entonces, Madden NFL 13 Social, cerró el 2 de septiembre del 2013, y quedó como el último juego de Playfish.
Esto ha desatado gran furia de parte de los usuarios que acostumbraban jugar estos juegos, haciendo peticiones en internet para que EA regresara los juegos.

### Relación con Nintendo en la etapa de Wii U
En el E3 de 2011, EA anunció un acuerdo de colaboración con Nintendo en el Online de Wii U. Luego, en una reunión de 2012 donde estuvo presente John Riccitiello, EA habría mostrado su interés de añadir funciones para teléfonos inteligentes y tabletas, con la condición de que la eShop de Wii U fuera integrante de Origin. Esto tendría como consecuencia que los DLC en Wii U costarían más, y por otro lado, los códigos de descarga para juegos de la competencia, como Call Of Duty, no serían tan beneficiosos. Nintendo no aceptó la oferta. Como contrapartida, EA mantuvo sólo cuatro juegos (tres para el resto del mundo) en la plataforma: Mass Effect 3, Madden NFL 13, FIFA 13 y Need for Speed: Most Wanted (2012). Al sacar el último juego, EA declaró que no desarrollaría más juegos para Wii U. Uno de los motivos más difundidos era que las capacidades de Wii U no permitían correr Frostbite 3, sin embargo ejecutaba correctamente CryEngine 3. Eso se debe a que Crysis 3 estaba funcionando en Wii U, pero fue cancelado por EA sin razón aparente.
En 2014 realizaron dos polémicas declaraciones. En una decían que Nintendo era para niños y ellos no hacían juegos infantiles. Al día siguiente, Peter Moore se disculpó por la declaración.
El 1 de abril, aprovechando el April's Fools, publicaron unos tuits entre los que mencionaban que Frostbite ya funcionaba en Wii U, Half Life 3 sería exclusivo de Wii U y usaría Frostbite 3 el cual se ejecutaría gracias al entrelazamiento cuántico. A las pocas horas borraron los Tuits, pero fueron interceptados por usuarios de Kotaku, y Peter Moore tuvo que disculparse nuevamente. Estos revuelos causaron decepción hacia la compañía entre los seguidores de Nintendo.

### Pay to play
Desde 2010 EA se hizo famoso por hacer, en muchos casos, el famoso Pay to play, lo cual despertó el descontento de muchos jugadores debido a esto, por ejemplo, en algunos juegos de la saga FIFA pedían pagar para comprar puntos y avanzar. Debido a las polémicas, E A y otras compañías de videojuegos dejaron de adoptar estas prácticas.

## Sedes principales

### Actuales
- BioWare en Edmonton, Canadá.
- Codemasters en Southam, Inglaterra.
- Criterion Games en Guilford, Inglaterra.
- DICE en Estocolmo, Suecia.
- EA Baton Rouge en Baton Rouge, Lusiana.
- EA Chillingo en Macclesfield, Inglaterra.
- EA Galway en Galway, Irlanda.
- EA Gotemburgo en Gotemburgo, Suecia.
- EA Mobile en Los Ángeles, California.
- EA Sports en Redwood Shores, California.
- Full Circle en Vancouver, Canadá.
- Motive Studios en Montreal, Canadá.
- Pogo Studios en Redwood City, California.
- PopCap Games en Seattle, Washington.
- Respawn Entertainment en Sherman Oaks, California.
- Ripple Effect Studio en Los Ángeles, California.
- Spearhead en Seúl, Corea del Sur.
- Unnamed Studio en Seattle, Washington por Kevin Stephens.
- Unnamed Studio en Seattle, Washington por Marcus Lehto.

### Previos
- Sede central original en San Mateo, California – trasladado a Redwood City en 1998.
- Origin Systems en Austin, Texas – adquirido en 1992, cerrado en el 2004.
- Bullfrog Productions en Surrey, Inglaterra – adquirido en 1995, cerrado en el 2001.
- EA Baltimore en Baltimore, Maryland – establecido en 1996 como parte de Origin, cerrado en el 2000.
- EA Seattle en Seattle, Washington – previamente Manley & Asociados, adquirido en 1996, cerrado en el 2002.
- Visceral Games, establecido anteriormente como EA Redwood Shores en 1998 y cerrado en 2017.
- Maxis en Walnut Creek, California – adquirido en 1997, trasladado en el 2004 a Redwood City.
- Westwood Studios en Las Vegas, Nevada – adquirido en 1998, declarado en bancarrota el 2003.
- EA Pacific (Conocido como Westwood Pacific) en Irvine, California – Previamente parte de Virgin Interactive, cerrado en el 2003.
- Kesmai (Conocido como GameStorm); adquirido en 1999, cerrado en el 2001.
- DICE Canadá en Londres, Ontario. Adquirido junto con Dice, cerrado horas después.[53]
- EA UK en Chertsey, Gran Bretaña.
- EA Chicago en Chicago, Illinois. Cerrado el 6 de noviembre de 2007.
- Pandemic Studios en Los Ángeles, California y Brisbane, Queensland, Australia. Cerrado el 17 de noviembre de 2009.
- EA Russia en Moscú, cerrado el 27 de marzo de 2019.
- EA Japan en Tokio. Cerrado el 27 de marzo de 2019.